# Saddeka Arebi
Saddeka Mohammed Arebi (arabisch صديقة محمد عريبي, DMG Ṣiddīqa Muḥammad ʿArībī; geb. in Tripolis, Libyen; gest. Juli 2007 in Libyen) war eine libysch-US-amerikanische Anthropologin und Autorin.

## Kindheit und Ausbildung
Ende 1970 war sie mit ihrer Familie in die Vereinigten Staaten eingewandert. Die Familie ließ sich letztendlich in Nordkalifornien nieder. 1983 erlangte sie ihren Master of Arts in Anthropologie an der California State University, Sacramento. Nach der Erlangung ihres Ph.D. arbeitete sie als Professorin für Anthropologie an der University of California, Berkeley, der San Francisco State University und dem Saint Mary’s College of California. Sie war zudem aktives Mitglied der Islamischen Weltliga, eine der größten islamischen Nichtregierungsorganisationen mit muslimischen Klerikern aus 22 Ländern. Sie starb im Juli 2007, als sie Verwandte in Libyen besuchte.

## Das Buch „Women and Words in Saudi Arabia“
Im Mai 1994 veröffentlichte Arebi das Buch Women and Words in Saudi Arabia: The Politics of Literary Discourse, in dem sie die Arbeiten von neun zeitgenössischen saudi-arabischen Autorinnen und deren Einfluss auf den arabischen Diskurs analysiert. Basierend auf Interviews und Textanalysen stellt die Studie fest, dass weiblichen Autorinnen signifikant zur Definition und Interpretation von Geschichte, Religion und Tradition in Saudi-Arabien beitragen, ungeachtet der kulturellen, politischen und religiösen Beschränkungen, denen sie als Frauen und Autorinnen unterworfen sind. In dieser bahnbrechenden Arbeit stützt sich Arebi auf ethnografische und literarische Beweise, um die Einzigartigkeit saudi-arabischer Autorinnen nachzuweisen, die „nicht nur als Subjekte des Diskurses, sondern auch als Vorantreiberinnen des Diskurses auftreten, indem sie eigene Texte produzieren und ihre eigenen Konzepte für das Verständnis des Universums entwerfen. Seit Ende der 1970er Jahre und ungeachtet der überwältigenden Kraft des Diskurses über sie sind die Worte der Frauen hartnäckig und mutig auf ihre Herausforderungen angegangen.“
Sie zitiert eine Fatwa von Scheich Abd al-Aziz ibn Baz von 1978, die die Ansichten der Fundamentalisten über Frauen zusammenfasst, die die Autorinnen ändern wollten. Die Meinung lautet: „Die männliche Führerschaft über die Frauen anzugreifen ist eine Beleidigung Gottes und ein Angriff auf Sein Buch und sein umsichtiges Recht. Das ist nach übereinstimmender Meinung der ʿUlamā' des Islam Gott wichtig (Kufr akbar)... Es ist absolut notwendig, dass die Zeitungen öffentlich bestraft werden, indem ihr Erscheinen eingestellt wird. Die Frau, die schrieb und der Chefredakteur müssen in abschreckender Weise befragt und bestraft werden.“
Ihr Buch beantwortet eine von ihr aufgeworfene Frage: „Wie benutzen Frauen selbst Wörter als politische Strategie um Konzepte, Ideen und Institutionen zu hinterfragen, wenn es bedeutet, die Sprache und Ästhetik der Mächtigen zu verwenden, die benutzt werden, um sie zu unterdrücken?“
Arebi argumentiert, dass diese Autorinnen nicht notwendigerweise mit den westlichen feministischen Ideen des Widerstands oder deren Definition des Patriarchats übereinstimmen. In einem anderen früheren Werk traf Arebi eine wichtige Bemerkung zu muslimischen Frauen:

„Es gibt drei Gründe, warum muslimische Frauen es im Allgemeinen schwierig finden, ein westliches Modell des Feminismus zu übernehmen, das angeblich auf universell anwendbaren Prämissen beruht. Erstens nehmen muslimische Frauen familiäre und verwandtschaftliche Bindungen nicht als Hindernis für die Befreiung der Frauen wahr; zweitens gibt es ein Ressentiment gegen die westliche Identifizierung des Problems der muslimischen Frauen als religiöses Problem; und drittens haben Löhne nicht notwendigerweise als befreiende Kraft funktioniert, wie es von westlichen Feministinnen und Feministen behauptet wird.“

In ihrem Buch Women & Words in Saudi Arabia: The Politics of Literary Discourse verwendet Arebi den Foucaultschen Gedanken des Diskurses um zu analysieren, wie saudische Autorinnen ihre Position in einem größeren Kontext der Macht begreifen und ihre Arbeit als kreative oder journalistische Schreibende wahrnehmen, wenn es bedeutet, die „verbale Maschinerie“ zum Zweck der Theoretisierung der Rollen und des Verhaltens der Frauen zu stören. Sie gliedert die verschiedenen stilistischen Ansätze auf, die von saudi-arabischen Prosa-Autorinnen verwendet werden, um eine Dialektik zwischen der Opposition zu einigen Aspekten der Gesellschaft und der Bestärkung durch die meisten kulturellen Werte und Institutionen dar zu legen. Arebi argumentiert, dass die Anerkennung dieser Ansätze wesentlich für das Verständnis dafür ist, wie saudische Autorinnen Zugang zum Feld der Kulturpolitik erhalten und ihre eigenen Interpretationen des Islam, Beziehungen der Geschlechterbeziehungen und der möglichen Rollen der Frauen in der Gesellschaft einbringen. Sie postuliert, dass:

„Autoren immer Multiplikatoren, wenn nicht gar Erschaffer einer Kultur sind, jedoch in der saudischen Gesellschaft gleichzeitig als deren Hüter, Fürsprecher, Beschützer des Kanons und Interpretatoren angesehen werden. Der Zweck des Schreibens, wie er von den Mächtigen definiert wird, ist es, eine Auffassung der Realität in Übereinstimmung mit und geleitet von den Ideen dieser Mächtigen zu produzieren.“

Kapitel 1 „Die Möglichkeiten für Frauen und die soziale Organisation des Schreibens“ (englisch Women’s Opportunities & the Social Organization of Writing) untersucht die sozialen Beziehungen der Literatur und die Legitimitätsbasis der Autorinnen und die Struktur ihrer Möglichkeiten, sich in literarischen Aktivitäten zu engagieren.
Kapitel 2 „Geschichte des Gegenwärtigen und die Präsenz der Geschichte: Änderungen bei Symbolen, Wissen und Erfahrungen“ (englisch History of the Present and the Presence of History: Traffic in Symbols, Knowledge, and Experience) konzentriert sich auf drei Autorinnen. Die Dichterin Fowziyha Abu-Khalid interessiert sich für die Beziehung zwischen Literatur und Religion. Sie glaubt, „dass das Recht auf Diskussion und auf Teilnahme am Diskurs jedem gewährt werden sollte“ Sie glaubt des Weiteren, dass Veränderungen von den Massen abhängen, nicht von den Intellektuellen. Ruqayya Ash-Shabib, bekannt als Autorin von Kurzgeschichten, fokussiert sich auf gewöhnliche Frauen, die die Geschichte erheblich geändert haben. Zwei Beispiele sind Scheherazade und Balqees, die Königin von Saba. Sie glaubt, „dass das Problem nicht die männliche Dominanz, sondern eher die weibliche aktive Teilhabe ist“. Raja'a Alem, eine bahnbrechende Stückeschreiberin, denkt, dass die Hauptfunktion der Literatur „die Befreiung des Individuums“ ist.
Kapitel 3 „Zu Opfern machende Literatur: Die Poesie der Gerechtigkeit und die Politik der Repräsentation“ (englisch Victimization Literature: The Poetics of Justice & the Politics of Representation) konzentriert sich auf drei Kurzgeschichtenautorinnen. Sharifa As-Shamlan „Zeichnet die meisten ihrer Geschichten dem realen Leben von Frauen nach, mit denen sie als Sozialarbeiterin Kontakt hat, insbesondere mit Frauen im Gefängnis“. Khayriyya As-Saggaf erklärt, dass sie „nicht für jemand eiligen schreibt, der im Auto liest oder liest, während er etwas anders tut“. Najwa Hashims Geschichten beschäftigen sich mit Frauen, die „mit der Diskrepanz zwischen der Realität und dem Ideal kämpfen“.
Kapitel 4 „Die Themen neu definieren: Die Politik der Re-Vision und die Produktion von Unterschieden“ (englisch Redefining the Issues: The Politics of Re-vision & the Production of Difference) untersucht drei der bekanntesten saudischen Essayistinnen. Juhayer Al-Musa'eds Geschick liegt in ihrer Fähigkeit, die richtigen Fragen zu stellen, ohne notwendigerweise Antworten zu präsentieren. Nicht nur populär bei weiblichen Leserinnen, wird Juhayer als jemand angesehen, die „ihr Bündnis mit den Männern erklärt und dadurch die Prämissen des vorherrschenden Diskurses hervorhebt“. Fatna Shaker glaubt, dass das Problem, wie Gesellschaften sich organisieren „nur gelöst werden kann, wenn es in weiteren Begriffen verstanden und als strukturelle Abhängigkeiten erforscht wird.“ Sohaila Zain Al-Abedin wird „von anderen Autoren und Autorinnen als einverstanden mit dem vorherrschenden Diskurs“ angesehen.
Kapitel 5 „Literarische Ausgrenzung und die Verschiebung des Öffentlichen in das Private“ (englisch Literary Marginalization & the Privatization of the Public) beschäftigt sich mit der kritischen Reaktion auf das Schreiben der Autorinnen, bei dem eine Verschiebung von „der Frau als Privatmensch“ als Subjekt des öffentlichen Diskurses hin zu einer Situation stattfindet, in der die veröffentlichten Ergebnisse von weiblichen Gedanken ins Private verschoben werden.
Im abschließenden Kapitel „Schlussfolgerungen und Implikationen“ (englisch Conclusions and Implications) betrachtet Arebi auf theoretischer Basis die Implikationen der Rollen der Autorinnen in ihrer Kultur und dem den Diskurs bestimmenden Kulturapparat. Sie versucht die Frage zu beantworten, ob wir verurteilt werden, wenn wir die Bemühungen der Frauen als eine Art von Widerstand ansehen, wenn man berücksichtigt, dass sie eine dialektische Beziehung zwischen Opposition und Affirmation der kulturellen Hauptwerte und Hauptinstitutionen etablieren.

## Im Feld: Interviews und Sammlung von Daten
Nach dreijährigem Bemühen um ein Visum, um Feldstudien in Saudi-Arabien betreiben zu können, erhielt sie letztendlich ab März 1989 ein Visum für drei Monate. Während der drei Wartejahre arbeitete sie sich – neben der Erfüllung ihrer Pflichten als Dozentin – in das Thema ein, indem sie die meisten, wenn nicht alle wichtigen saudischen Autorinnen identifizierte und las. Vor Ort erhielt sie die meisten Informationen durch persönliche Gespräche mit Gegenwartsautorinnen, wie auch mit einigen Frauen, die nur gelegentlich geschrieben oder ihre literarischen Aktivitäten eingestellt hatten. Die interviewten Autorinnen war auch neugierig auf Arebi selbst:

„Obgleich ihre Annahmen über mich schwierig heraus zu finden waren, denke ich, dass sie mich nicht als all zu weit von ihnen entfernt ansahen… Wir hatten viel in Sachen Identität gemeinsam – Frau sein, Autorin sein, Araberin und Muslima sein, alles gleich wichtig. Aber am wichtigsten war, dass wir einander als Leute ansahen, die in der Mitte stehen, zwischen zwei Welten, deren Auswirkungen für immer Teil unsere Existenz geworden waren. Die Frage, die alle Autorin mir stellten war: Wie gehst Du mit der Westlichen Zivilisation um und mit welchen Herausforderungen lebst Du in der US-amerikanischen Kultur – ohne Dich an sie ‚zu verkaufen‘ – wie nimmst Du Dich selbst wahr und wie Deine eigene Identität? Die Frage gibt ihr Interesse, für einige fast eine Obsession, dafür wider, wie man einen Weg finden kann, auf dem sich West und Ost ohne Drohungen, Angst, Feindseligkeit oder dem Streben nach Vorherrschaft treffen können. Verfolgt von der Vorstellung, in Zeit und Raum zerschmettert zu werden, dominiert eine Idee ihre Schriften, die sie vielleicht in mir verkörpert sahen, ihre Vision und Hoffnung für die Kraft der Unterschiedlichkeit und vielleicht auch die Kraft der Gleichmut.“

## Motivation
Arebi widmete ihre Arbeit ihrer Mutter und ihrem Vater Mohamed Al-Soghayyer Arebi, deren fester Glaube an Allah in ihrer Familie fest verwurzelten, dass man mit Fairness, harter Arbeit, Ausgleich und Toleranz andere Wahrheiten erreichen und dadurch eine größere Menschlichkeit erreichen kann. Sie lernte von ihnen das wichtige islamisches Konzept „In-der-Mitte-sein“ (arabisch وسط, DMG wasaţ) auch als Kind nicht „Dazwischen-sein“, „Zerrissen-sein“ oder sich „sich auf unserem Grund befinden“ bedeuten muss, sondern eine feste und vorteilhafte Position sein kann, von der aus man beide Seiten klarer sehen kann. Arebi erklärte, dass dieses positive Image des wasaţ ihre Forscher-Position zwischen zwei Diskursen und zwei Zivilisationen erweiterte und ihr Bemühen symbolisiert, diese beiden Welten zu einem gemeinsamen Verständnis zu bringen.

## Vorlesungen
Arebi war eine beliebte Vortragende auf verschiedenen Konferenzen zu den Themen Islam und Frauen in der Arabischen Welt. Am 4. Oktober 1997 nahm sie an der 51. jährlichen Konferenz des Mittlerer Osten-Instituts in Washington, DC, mit dem Titel „Der Mittlere Osten auf dem Weg ins 21. Jahrhundert“ (englisch The Middle East into the Twenty-First Century) teil. Die Konferenz zog über 400 Journalisten, Diplomaten, Geschäftsleute, Nichtregierungsorganisationen und Akademiker an. Beim Abschlusspanel erklärte Arebi zusammen mit Fadhil Chalabi vom Zentrum for Globale Energiestudien (englisch Center for Global Energy Studies), wie die sich ändernden Dynamiken des Ölexports die ökonomische und politische Situation im Persischen Golf verändern wird. Sie hielt Vorträge auf zahlreichen Veranstaltungen der Muslim Students Associations, wie 1998 während der Islam Awareness Week an der Stanford University mit dem Titel Politics of misrepresentation; Women and power in Islamic societies. Am 22. Februar 2007 hielt sie eine öffentliche Vorlesung mit dem Titel Discerning Islam: Access, Voice and Contexts of Interpretive Responsibility für das Center for Islamic Studies der Graduate Theological Union an der University of California, Berkeley. Bei einem ihrer letzten Auftritte trug Arebi am 1. März 2007 bei einer Veranstaltung der Muslim Student Alliance an der Santa Clara University über ihre Erfahrungen während der Pilgerfahrt nach Mekka (Haddsch) vor.

## Veröffentlichungen (Auswahl)
- Women and Words in Saudi Arabia: The Politics of Literary Discourse. Columbia University Press, 1994, ISBN 0-231-08421-8 (englisch).
- Gender Anthropology in the Middle East: The Politics of Muslim Women’s Misrepresentation. In: The American Journal of Islamic Social Sciences. Band 8, Nr. 1, 1991, S. 99–108 (englisch).
- Waging War, Waging Peace: The Poetics and Politics of Women and Words in Contemporary Arabia. University of California, Berkeley, Mai 1991 (englisch, Doktorarbeit, Ph. D. in Anthropologie).
- Powerful Mothers, Powerless Daughters: Libyan Women and the Bitter Fruits of Change. Department of Anthropology, U.C. Berkeley, 1984 (englisch, unveröffentlichte wissenschaftliche Arbeit).
- The Changing Role and Status of Women in Libyan Society An Anthropological Perspective. Hrsg.: California State University, Sacramento. 1983 (englisch, Abschlussarbeit Master of Arts in Anthropologie).